# Helipterum corymbiflorum
Helipterum corymbiflorum là một loài thực vật có hoa trong họ Cúc. Loài này được Schltdl. mô tả khoa học đầu tiên.